# Mftrace
Mftrace ist eine Open-Source-Software zum Erstellen von Outline-Schriftarten (bspw. Type1 oder TrueType) auf Basis von Metafont-Schriftarten.
Mftrace wandelt Metafont-Schriftzeichen (Glyphen) in hochauflösende Rastergrafiken um und erzeugt durch Vektorisierung erneut Vektorgrafiken – diesmal bspw. im TrueType-Format. Der umständlich anmutende Prozess ist notwendig, da Metafont-Schriftarten mathematisch anders beschrieben werden als in Outline-Schriftarten. Während in Metafont ein Pinsel geführt wird, der die Glyphen erzeugt, wird in Outline-Schriftarten der Umriss des Glyphs beschrieben.